# نوينبورغ فورم فالد
نوينبورغ فرم والد (بالألمانية: Neunburg vorm Wald) هي بلدة ألمانية تقع في ألمانيا في Schwandorf (district). يقدر عدد سكانها بـ 8,188 نسمة .

## أعلام
- إليزابيث ريوكيل